# Patrick Hamilton (Schriftsteller)
Anthony Walter Patrick Hamilton (* 17. März 1904 in Hassocks, Sussex; † 23. September 1962 in Sheringham, Norfolk) war ein englischer Schriftsteller.

## Leben
Nach Besuch der Westminster School und einer kurzen Schauspielerkarriere wurde er in den 1920er Jahren ein erfolgreicher Romanautor. Außerdem schrieb er die Theaterstücke The Duke in Darkness, The Man Upstairs, Gaslight (in Amerika als Angel Street bekannt) und Rope  (auch bekannt als Rope’s End und 1948 von Alfred Hitchcock verfilmt; deutscher Titel des Films: Cocktail für eine Leiche). Sein 1941 erschienener Roman Hangover Square – Eine Geschichte aus dem finstersten Earl’s Court spielt 1939 in einem Londoner Kneipenviertel.

## Werke (Auswahl)
- Rope, Theaterstück, 1929 (Dramatisierung eines Mords, begangen 1924 durch Leopold und Loeb)[1]
- Gaslicht, Theaterstück, 1938
- Übers. Miriam Mandelkow: Hangover Square. Roman. Dörlemann Verlag, Zürich 2005 ISBN 978-3-908777-04-5
- Übers. Miriam Mandelkow: Sklaven der Einsamkeit. Roman. Dörlemann, 2006 ISBN 978-3-908777-20-5

## Verfilmungen
- 1940: Gaslicht (Gaslight)
- 1943: Das Haus der Lady Alquist (nach Gaslight)
- 1945: Hangover Square
- 1948: Cocktail für eine Leiche
- 1960: Gaslicht
- 1963: Schule des süßen Lebens (Bitter Harvest)
- 1965: Nattmara – Der Killer von Stockholm (Nattmara)
- 1977: Gaslicht

## Hörbuch
- Drohung bei Mondlicht von Patrick Hamilton, Kriminalhörspiel zus. mit Eberhard Esche, Otto Sander und Gudrun Ritter, Regie: Klaus Zippel, 57 Min, MDR 1992; ZYX Music 2018 ISBN 978-3-95995-202-6 (CD)

## Notizen
1. ↑  Beschreibung des danach gefertigten Films, engl.

| Personendaten    | Personendaten                                         |
| ---------------- | ----------------------------------------------------- |
| NAME             | Hamilton, Patrick                                     |
| ALTERNATIVNAMEN  | Hamilton, Anthony Walter Patrick (vollständiger Name) |
| KURZBESCHREIBUNG | britischer Schriftsteller                             |
| GEBURTSDATUM     | 17. März 1904                                         |
| GEBURTSORT       | Hassocks, Sussex                                      |
| STERBEDATUM      | 23. September 1962                                    |
| STERBEORT        | Sheringham, Norfolk                                   |